# ترانه‌های دیجیتال

نشان‌واره بیلبورد (از ۲۰۱۳)

ترانه‌های دیجیتال (انگلیسی: Digital Songs) یا جدول فروش ترانه‌های دیجیتال (که درگذشته ترانه‌های داغ دیجیتال نامیده می‌شد) رتبه‌بندی فروش دانلود دیجیتال موسیقی در ایالات متحده است که توسط نیلسن سانداسکن گردآوری و توسط بیلبورد منتشر می‌شود.
اولین ترانه رتبه یک در جدول ترانه‌های دیجیتال «ولش کن بره» توسط امینم بود.